# Hockey Club Franches-Montagnes
 (août 2023).
Si vous disposez d'ouvrages ou d'articles de référence ou si vous connaissez des sites web de qualité traitant du thème abordé ici, merci de compléter l'article en donnant les références utiles à sa vérifiabilité et en les liant à la section « Notes et références ».
Le HC Franches-Montagnes est un club de hockey sur glace du village de Saignelégier dans le canton du Jura en Suisse.

## Histoire
Le Hockey-Club Saignelégier se fonde le 12 février 1958. le club débute dans le championnat de 3ème ligue (5e échelon au niveau du la ligue suisse de hockey sur glace) et le président du club est Ernest Schweizer Sr.
La saison suivante, le club, sous la houlette d'un nouveau président : Louis Froidevaux, obtient une promotion en 2ème Ligue. Durant deux saisons, l'équipe va jouer le titre, échouant en finale les deux fois. À l'aube de la saison 1962-1963, à la suite de nombreux départs, le club choisit de se retirer du championnat et est donc reléguer en 3ème Ligue.
Dès la saison suivante, la nouvelle génération de joueurs créé la surprise et parvient à obtenir une nouvelle promotion en 2ème Ligue.
À la fin de la saison 1966-1967, Louis Froidevaux abandonne sa fonction de président, pour des raisons de santé. Philippe Girardin assure un intérim d'une saison avec que Camille Barth prenne les rênes du club.
À l'assemblée générale de 1972-1973, Jean-Claude Clottu est nommé président, succédant ainsi à Camille Barth. Lors de la saison 1975-1976, le club change de nom et décide de s'appeler HC Franches-Montagnes. Lors de la saison 1980-1981, l'équipe est reléguée en 3ème Ligue. Elle remonte l'année suivante en étant invaincue durant le championnat. Jean-Claude Cottu cède sa place de président à Pierre Kröll.
Lors de la saison 1983-1984, le club termine dernier avec 0 point et est relégué en 3ème Ligue. Le club se restructure et Gino Croci en prend la présidence. En novembre 1985, l'équipe dispute son premier match dans la nouvelle patinoire du Centre de Loisirs.  Au terme de la saison, Romano Catella prend la présidence du club. En 1990, après 6 années à disputer les finales en vue d'une promotion en 2ème Ligue, Franches-Montagnes y accède enfin.
Durant 3 ans, sous la direction de l'entraineur Hugo Lehmann le club va se classer à la 4e place du championnat. Lors de la saison 1993-1994, Thierry Gobat le remplace et évite de justesse la relégation en 3ème Ligue. Lehmann revient à la barre de l'équipe et fête une promotion en 1ère Ligue lors de la saison 1995-1996.
À partir de la saison 1997-1998, un entraineur professionnel est engagé, Eric Morin. Avec un nouveau président, Jean-Claude Probst, il conduit l'équipe au titre de champion Romand de 1ère Ligue lors de la saison 2000-2001.
Lors de la saison 2002-2003, Eric Morin décide de ne se consacrer plus qu'au mouvement junior. François Ceretti est embauché à titre d'entraineur de l'équipe fanion. Cette dernière termine 2ème de la phase de groupe et est éliminée en quart de finale par Star Lausanne. L'année suivante, Jean-Pierre Guex prend les rênes de l'équipe, mais ne peut faire mieux qu'une septième place. Au terme de la saison, Eric Morin décide de quitter le club.
Pour la saison 2004-2005, le rôle d'entraineur est confié à Vincent Léchenne, qui est également joueur. Hans-Ueli Ogi, son assistant officie derrière la bande pendant les matchs, jusqu'à ce qu'il cède sa place pour des raisons professionnelles à Bertrand Faivet. L'équipe est éliminée au stade des demi-finale par Star Lausanne, sur le score de 3 à 2, alors qu'elle avait remporté les deux premiers matchs. La saison suivante, la direction prie Léchenne de raccrocher ses patins pour n'être qu'entraineur. Faivet se voit lui aussi confier un nouveau rôle dans les bureaux plutôt que derrière la bande. Au terme de la saison, Franches-Montagnes est sorti au stade des quarts de finales par le HC Sion
La saison suivante, Sacha Guerne vient renforcer le contingent, Léchenne remet les patins et est épauler par Michel Turler. L'équipe se qualifie de justesse pour les séries éliminatoires et est éliminée par le Young Sprinters HC en quart de finale.
Pour les 50 ans du club en 2008-2009, Cyrill Pasche est engagé et malgré tous les espoirs de début de saison, Franches-Montagnes déçoit, dispute les playout et se sauve in-extremis face au HC Montana. Léchenne est démis de ses fonctions et Jean-Claude Probst cède la présidence à François-Xavier Boillat.
Pour remplacer Léchenne, Franches-Montagnes recrute Martin Bergeron pour l'année suivante. Geoffrey Vauclair, capitaine du HC Fribourg-Gottéron en Ligue Nationale A s'engage pour une saison également. Lors de la saison 2011-2012, le club dispute la finale de groupe, mais s'incline face au HC Red Ice. En 2013-2014, il fête un titre de champion Romand, mais perdent leur 2 matchs durant la finale nationale.
Lors de la saison 2016-2017, Moïse Berberat prend la présidence. Après une saison compliquée, Bergeron quitte son poste d'entraîneur, remplacé par Fabrice Dessarzin.
Avec la création de la MySports League, Franches-Montagnes se retrouve dans la catégorie 1ère Ligue (4e échelon de la ligue suisse de hockey). Avec le recrutement de Miguel Orlando, le club fait partie des favoris avec le HC Sierre. Les deux se retrouvent dans une finale, remportée par le club valaisan. En 2018-2019, même scénario, Franches-Montagnes se rend en finale de groupe et perd face au SC Lyss,,.
Lors de la saison 2019-2020, un nouvel entraineur est nommé en la personne de Michaël Rothenmund. Le club finit champion Romand face au HC Saint-Imier. La série pour le titre nationale et la promotion est annulée en raison de la pandémie de coronavirus,.
Après une interruption du championnat d'un an, la 1ère Ligue reprend en 2021-2022. Franches-Montagnes domine son groupe, termine champion Romand et est promu en MySports League .

## Effectif actuel
| No    | Nom                 | Nat. | Position             | Arrivée                                |
| ----- | ------------------- | ---- | -------------------- | -------------------------------------- |
| -     | Vincent Léchenne    |      | Entraîneur           | 2024 - Agent libre                     |
| -     | Steve Pochon        |      | Entraîneur assistant | 2023 - HC Saint-Imier                  |
| +001, | Phileas Lachat      |      | Gardien              | 2023 (prêt) - HC Bienne U20            |
| +025, | Robin Terrier       |      | Gardien              | 2022 - HC Fribourg-Gottéron U20        |
| +079, | Lucas Gaudreault    |      | Gardien              | 2022 - HC Sierre                       |
| +006, | Clément Stemer      |      | Défenseur            | 2022 - HC Delémont-Vallée              |
| +008, | Anthony Tomat       |      | Défenseur            | 2022 - HC Saint-Imier                  |
| +020, | Thomas Devesvre     |      | Défenseur            | 2021 - SC Lyss                         |
| +036, | Even Helfer         |      | Défenseur            | 2023 - SC Langenthal                   |
| +046, | Maxime Wälti        |      | Défenseur            | 2023 - HC La Chaux-de-Fonds            |
| +053, | Nicolas Heughebaert |      | Défenseur            | 2023 - EHC Olten                       |
| +077, | Théo Bertrand       |      | Défenseur            | 2019 - HC La Chaux-de-Fonds            |
| +096, | Lionel Girardin     |      | Défenseur            | 2021 - HC université Neuchatel         |
| +072, | Noam Micheletti     |      | Défenseur            | 2023 (prêt) - HC Bienne U20            |
| +007, | Matt Meusy          |      | Attaquant            | 2017 - HC Bâle U20                     |
| +011, | Loris Masini        |      | Attaquant            | 2023 - HC La Chaux-de-Fonds U20        |
| +012, | Colin Loeffel       |      | Attaquant            | 2023 - HCV Martigny                    |
| +017, | Nils Sejejs         |      | Attaquant            | 2022 - Genève-Servette HC U20          |
| +019, | Pierric Pouilly     |      | Attaquant            | 2020 - HC Ajoie                        |
| +022, | Matteo Valenza      |      | Attaquant            | 2023 - HCV Martigny                    |
| +024, | David Beuret        |      | Attaquant            | 2017 - HC Ajoie U20                    |
| +029, | Karim Bouchareb     |      | Attaquant            | 2022 - HC La Chaux-de-Fonds            |
| +047, | Tom Nappiot         |      | Attaquant            | 2023 (prêt) - HC La Chaux-de-Fonds     |
| +067, | Lee Roberts         |      | Attaquant            | 2023 - HCV Martigny                    |
| +070, | Jiyan Kivanç        |      | Attaquant            | 2023 - HC Bienne U20                   |
| +071, | Mathieu Brahier     |      | Attaquant            | 2016 - HC Ajoie                        |
| +088, | Zachary Etique      |      | Attaquant            | 2023 (prêt) - HC Bienne U20            |
| +089, | Tanguy Maillard     |      | Attaquant            | 2016 - HC Ajoie U20                    |
| +095, | Arnaud Schnegg      |      | Attaquant            | 2022 - HC Ajoie                        |
| +044, | Matisse Bangerter   |      | Attaquant            | 2023 (prêt) - HC La Chaux-de-Fonds U20 |
| +072, | Adrian Martinez     |      | Attaquant            | 2023 (prêt) - HCV Sion                 |